# Costrena
Costrena (in croato Kostrena) è un comune di 4 179 abitanti della regione litoraneo-montana in Croazia affacciato al Golfo del Quarnero, nella regione storica della Liburnia.

Il comune è situato sul promontorio omonimo che partendo dalla piccola baia di San Martino, delimita a nord-ovest il vallone di Buccari, separandolo dal Quarnero.

Con lo sviluppo urbanistico ed economico dell'area, Costrena si può considerare ormai un sobborgo industriale della città di Fiume, essendo presenti nel suo territorio, la centrale termoelettrica e la raffineria di Urinj, nonché il cantiere navale Viktor Lenac.

## Società

### La presenza autoctona italiana
È presente una comunità di italiani autoctoni che rappresentano una minoranza residuale di quelle popolazioni italofone che abitarono per secoli la penisola dell'Istria e le coste e le isole del Quarnaro e della Dalmazia, territori che appartennero alla Repubblica di Venezia. La presenza degli italiani a Costrena è drasticamente diminuita in seguito all'esodo giuliano dalmata, che avvenne dopo la seconda guerra mondiale e che fu anche cagionato dai "massacri delle foibe".
Oggi a Costrena, secondo il censimento ufficiale croato del 2011, esiste una modestissima minoranza autoctona italiana, pari al 0,77% della popolazione complessiva.

### Lingue e dialetti
| %      | Ripartizione linguistica (gruppi principali) |
| ------ | -------------------------------------------- |
| 96,42% | madrelingua croata                           |
| 0,64%  | madrelingua italiana                         |
| 0,62%  | madrelingua macedone                         |

## Località
Il comune di Costrena è diviso in 19 insediamenti di seguito elencati. Tra parentesi il nome in lingua italiana, spesso desueto.
- Doričići (Svezzano)
- Dujmići (Duimici)
- Glavani (Glavani)
- Kostrena Sveta Barbara (Costrena Santa Barbara)
- Kostrena Sveta Lucija (Costrena Santa Lucia), sede comunale
- Maračići (Maracici)
- Paveki (Pavecchi)
- Plešići (Plessici)
- Randići (Randici)
- Rožmanići (Rosmanich[4] o Santa Rosa)
- Rožići (Rosici)
- Martinšćica (San Martino[4])
- Perovići (San Pietro)
- Šodići (Sodi)
- Šoići (Sòici[4])
- Urinj (Urigno[4] o Porto Zurogna)
- Vrh Martinšćice (Monte di San Martino)
- Žuknica (Sunizzari)
- Žurkovo (Zurcovo)

## Economia
- Raffineria di Urinj
- Cantiere navale Viktor Lenac